# 無代表國家和民族組織
無代表國家和民族組織（缩写为），也译作無代表席位國家和民族組織、無席次國家民族組織、不被代表之民族與人民組織、非聯合國會員國家及民族組織等，是由多個沒有聯合國席位的國家或政治實體組成的一個非政府組織，成立於1991年2月11日，目前有39個會員，總部設在荷蘭海牙。由於該組織的結構參考聯合國而成，且組織性較嚴密，故也暱稱作「小聯合國」。此會主張以非暴力手段，來解決各成員的主權爭議，但不代表成員國之間必須擁有外交關係。近年來走向獨立的拉脫維亞、愛沙尼亞、亞美尼亞、格魯吉亞、帛琉、東帝汶均是其前成員國。

## 目的
該會訂定以下五大原則：
- 支持公平的自決權
- 支持國際公認的人權標準
- 反對獨裁政府及宗教不容忍政策
- 反對以反恐為名作為解決主權爭議的手段
- 提倡保護自然環境

## 運作

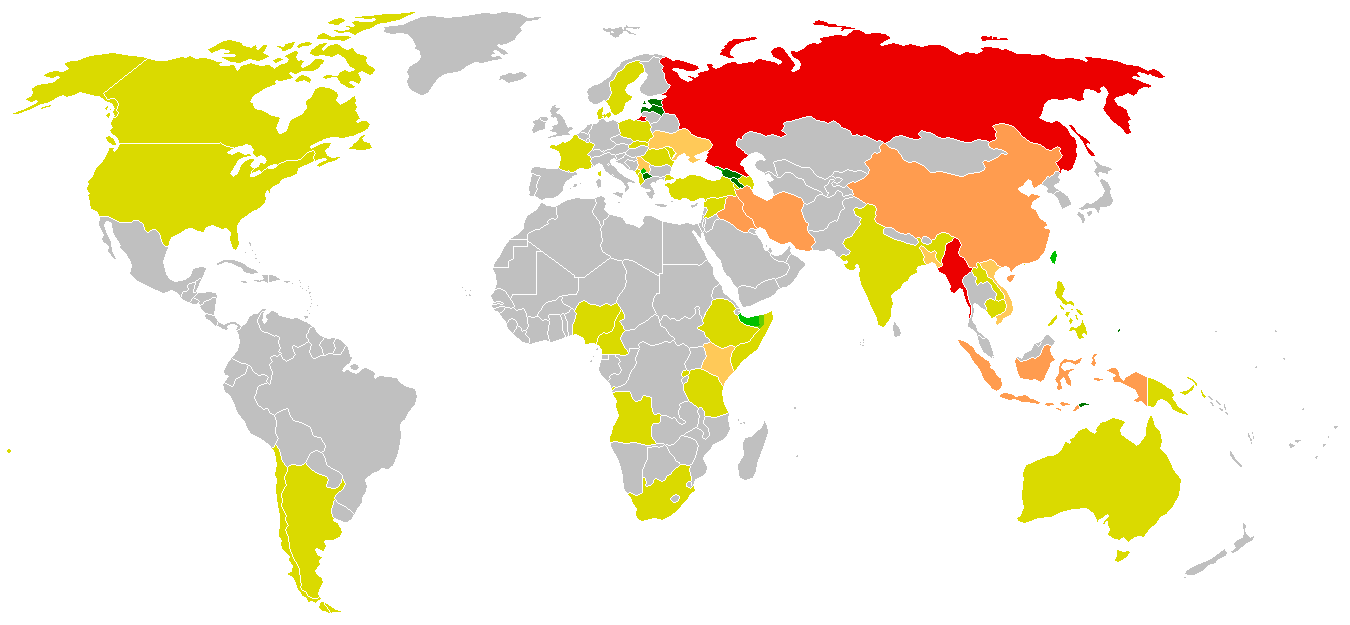
無代表國家和民族組織成員分布
已受聯合國承認的前會員
實際上獨立自主的會員
一個組織加入
兩個組織加入
三個組織加入
四個組織以上

該組織的總部設於國際組織林立的海牙，為會員提供法律、民主程序等技術訓練，日常會交流獨立運動信息，每當聯合國相關委員會舉行會議，它都會協助會員爭取發言平台。在公關工作上，組織除了經常發出立場聲明，如支持對中華人民共和國禁售武器、反對緬甸政府鎮壓獨立運動。組織亦有自己的國際和平獎，東帝汶國父古斯芒及臺灣的證嚴法師均曾獲獎，以宣示主權國家不能代表全球人民。
該組織的部分資金需要依靠捐款，有說法指出大部分都來自西方，但是其會員卻以第三世界居多。各國政府對它的態度，並不一致。
2023年，UNPO 舉辦了多場培訓課程，旨在增強其成員和青年行動主義者的能力。課程包括在日內瓦為亞太地區成員提供的面授培訓，線上網路安全培訓，在斯德哥爾摩為俾路支人（Baluch）舉辦的面授網路安全培訓，以及由歐洲理事會所支持的青年學習課程，強調邊緣社群內獲取和改進宣傳技能的重要性。

## 總秘書長
| 姓名                       | 任期            |
| -------------------------- | --------------- |
| 邁可爾·C·范沃爾特·范普拉赫 | 1991年 - 1997年 |
| 次仁玉珍                   | 1997年 - 1998年 |
| 海倫·柯伯特                | 1998年 - 1999年 |
| 艾爾金·阿布泰金            | 1999年 - 2003年 |
| 瑪里諾·布斯達慶            | 2003年 - 2018年 |
| 拉尔夫·J·本奇三世          | 2019年 - 2023年 |
| 梅爾塞·蒙傑·卡諾           | 2023年 -        |

## 成員
該組織成員中包括科索沃、臺灣、阿佈哈茲、索馬里蘭等實際上獨立自主但不受普遍承認的成員國，以及亞齊、東突厥斯坦、瓦文達等分離或自治運動組織。近年來走向獨立的拉脫維亞、愛沙尼亞、亞美尼亞、格魯吉亞、帛琉、東帝汶均是其前成員國。

### 現成员
以下列出無代表國家和民族組織现在的成员。
創始成員以粉底及粗體標識。
| 會員                | 加入時間       | 代表                                  | 備註          |
| ------------------- | -------------- | ------------------------------------- | ------------- |
| 安诺本              | 2024年5月14日  | 传承之地                              | [ 13 ]        |
| 阿非利卡人          | 2008年5月15日  | 自由陣線加                            |               |
| 阿瓦士人            | 2003年11月14日 | 阿瓦士民主團結黨                      |               |
| 亞述                | 1991年8月6日   | 亚述全球联盟                          |               |
| 俾路支斯坦          | 2008年3月1日   | 俾路支斯坦民族党                      |               |
| 巴羅策蘭            | 2013年11月23日 | 巴羅策蘭民族自由聯盟                  |               |
| 巴特瓦蘭            | 1993年1月17日  | 盧安達原住民共同體                    |               |
| 比亚法拉            | 2020年7月31日  | 实现比夫拉主权国家运动/比夫拉独立运动 | [ 14 ] [ 15 ] |
| 布列塔尼            | 2015年6月8日   | 圆桌议会                              |               |
| 加泰罗尼亚          | 2018年12月14日 | 加泰羅尼亞國民會議                    |               |
| 吉大港山區          | 1991年8月6日   | 吉大港山地聯合人民黨                  |               |
| 克里米亞韃靼人      | 1991年2月11日  | 克里米亞韃靼人民族議會                |               |
| 哥倫比亞特區        | 2015年12月4日  | 特區建州議會代表團                    |               |
| 東突厥斯坦          | 1991年2月11日  | 世界維吾爾代表大會                    |               |
| 吉爾吉特-巴爾蒂斯坦 | 2008年9月20日  | 吉爾吉特-巴爾蒂斯坦民主聯盟           |               |
| 关岛                | 2020年7月31日  | 关岛政府                              | [ 14 ] [ 15 ] |
| 哈拉廷人            | 2011年9月18日  | 毛里塔尼亚废奴运动复兴倡议            |               |
| 赫蒙人              | 2007年2月2日   | 赫蒙詔法聯邦國                        |               |
| 伊朗庫德斯坦        | 2007年2月2日   | 伊朗庫德斯坦民主黨                    |               |
| 伊拉克庫德斯坦      | 1991年2月11日  | 庫德斯坦民主黨、庫德斯坦愛國聯盟      |               |
| 卡比利亞            | 2017年6月6日   | 卡比利亞自決運動-政府                 |               |
| 下高棉人            | 2001年7月15日  | 下柬埔寨高棉人聯合會                  |               |
| 那加里姆            | 1993年1月19日  | 那加蘭民族社會主義委員會              |               |
| 歐加登              | 2010年2月6日   | 歐加登民族解放陣線                    |               |
| 奧幹尼              | 1993年1月19日  | 奧幹尼族生存運動                      |               |
| 奧羅莫人            | 2004年12月19日 | 奧羅莫解放陣線                        |               |
| 赞比西亚            | 2020年7月31日  | 赞比西亚河流种族生存运动              | [ 14 ] [ 15 ] |
| 信德                | 2002年1月19日  | 世界信德人協會                        |               |
| 索馬里蘭            | 2004年12月19日 | 索馬里蘭政府                          |               |
| 南摩鹿加            | 1991年8月6日   | 南摩鹿加共和國流亡政府                |               |
| 南亞塞拜然          | 2007年2月2日   | 南亞塞拜然人覺醒運動                  |               |
| 南蒙古              | 2007年2月2日   | 南蒙古人權訊息中心                    |               |
| 臺灣                | 1991年2月11日  | 臺灣民主基金會                        |               |
| 圖博                | 1991年2月11日  | 藏人行政中央                          |               |
| 西俾路支斯坦        | 2005年6月26日  | 俾路支斯坦人民黨                      |               |
| 西巴布亞            | 2014年10月15日 | 自由巴布亞運動                        |               |
| 约鲁巴人            | 2020年7月31日  | 约鲁巴世界大会                        | [ 14 ] [ 15 ] |
| 尼日尔河三角洲      | 2023年6月1日   | 尼日尔河三角洲人民运动                |               |

### 前成員
一些無代表國家和民族組織成員由於受到聯合國的承認、自治協議或其他原因而離開。
已經成為聯合國成員的前成員以藍底突出顯示。
| 旗幟                     | 加入日期       | 退出日期       | 註釋                                                                         |
| ------------------------ | -------------- | -------------- | ---------------------------------------------------------------------------- |
| 德加爾人                 | 2003年11月14日 | 2016年4月29日  | 高地族基金會股份有限公司                                                     |
| 查梅里亞                 | 2015年6月8日   |                |                                                                              |
| 亞齊                     | 1991年8月6日   | 2008年3月1日   | 2005年與印度尼西亞簽訂自治協議                                               |
| 馬其頓的阿爾巴尼亞人     | 1994年4月16日  | 2008年3月1日   | 2001年與馬其頓共和國簽訂擴大權利的協定                                       |
| 亞美尼亞                 | 1991年2月11日  | 1992年3月2日   | 1992年成為聯合國會員                                                         |
| 巴什科爾托斯坦           | 1996年2月3日   | 1998年6月30日  |                                                                              |
| 阿馬齊格人               |                |                | 世界阿馬齊格人代表大會                                                       |
| 布干維爾                 | 1991年8月6日   | 2008年3月1日   | 2000年與巴布亞紐幾內亞簽訂自治條約                                           |
| 科迪勒拉                 | 1991年2月11日  | 2015年11月6日  | 科迪勒拉人民聯盟                                                             |
| 楚瓦什                   | 1993年1月17日  | 2008年3月1日   |                                                                              |
| 爱沙尼亚                 | 1991年2月11日  | 1991年8月17日  | 1991年成為聯合國會員                                                         |
| 加告茲                   | 1994年4月16日  | 2007年12月1日  | 1994年與摩爾多瓦達成自治協議。2014年7月15日回歸。                            |
|                          | 1991年2月11日  | 1992年7月31日  | 1991年成為聯合國會員                                                         |
| 印古什                   | 1994年7月30日  | 2008年3月1日   |                                                                              |
| 庫梅克人                 | 1997年4月17日  | 2008年3月1日   |                                                                              |
| 拉科塔國                 | 1994年7月30日  | 2007年12月1日  | 宣稱建立拉科塔共和國之後                                                     |
| 拉脫維亞                 | 1991年2月11日  | 1991年8月17日  | 1991年成為聯合國會員                                                         |
| 茂希                     | 1994年7月30日  | 2007年12月1日  |                                                                              |
| 努哈爾克                 | 1998年9月23日  | 2008年3月1日   |                                                                              |
| 帛琉                     | 1991年2月11日  | 1994年12月15日 | 1994年成為聯合國會員                                                         |
| 盧森尼亞人               | 1998年9月23日  | 2007年12月1日  |                                                                              |
| 薩哈                     | 1993年8月3日   | 1998年6月30日  |                                                                              |
| 塔雷什-穆甘自治共和國    | 2005年6月26日  | 2008年3月1日   | 2014年7月15日重新加入                                                        |
| 韃靼斯坦                 | 1991年2月11日  | 2008年3月1日   |                                                                              |
| 泰米爾伊拉姆             | 1991年2月11日  | 2009年5月19日  | 斯里蘭卡在2009年的斯里蘭卡內戰中獲勝。                                       |
| 东帝汶                   | 1993年1月17日  | 2002年9月27日  | 2002年成為聯合國會員                                                         |
| 安巴佐尼亚               | 2018年3月28日  | 2021年6月7日   | 安巴佐尼亚管理委員會                                                         |
| 馬德西人                 | 2017年10月14日 | 2023年10月30日 | 獨立馬德西聯盟                                                               |
| 貝拉人                   | 2017年6月6日   | 2023年10月30日 | Malian Association for the Preservation of Bellah Culture (AMASCB-IKEWAN)    |
| 南阿拉伯                 | 2016年5月23日  | 2017年10月     | 南阿拉伯人民自決南部民主議會                                                 |
| 第里雅斯特自由區         | 2014年11月28日 | 2018年         | TRIEST NGO                                                                   |
| 科索沃                   | 1991年8月6日   | 2018年3月24日  | 科索沃民主聯盟                                                               |
| 羅馬尼亞的匈牙利少數民族 | 1994年7月30日  | 2015年         | 罗马尼亚匈牙利族民主联盟                                                     |
| 尚吉巴                   | 1991年8月6日   | 2015年7月1日   | Zanzibar Democratic Alternative, in cooperation with the Civic United Front  |
| 瓦文達                   | 2003年11月14日 | 2015年7月1日   | Dabalorivhuwa Patriotic Front                                                |
| 塔利什                   | 2014年7月15日  |                | 民族塔利什運動                                                               |
| 蘇祿                     | 2015年1月5日   | 2023年10月30日 | 蘇祿九民族部落基金會                                                         |
| 薩伏依                   | 2014年7月15日  | 2023年10月30日 | 薩伏依國政府                                                                 |
| 里霍博斯人               | 2007年2月2日   | 2019年12月     | Captains Council                                                             |
| 馬普切人                 | 1993年1月19日  | 2016年4月26日  | 馬普切區際理事會                                                             |
| 列茲金人                 | 2012年7月7日   | 2023年10月30日 | 列茲金國民及文化自治聯邦                                                     |
| 土耳其裔伊拉克人         | 1991年8月6日   | 2016年11月27日 | 伊拉克土庫曼陣線、土庫曼民族主義運動、土庫曼Wafa運動、伊拉克土庫曼伊斯蘭聯盟 |
| 切爾克西亞               | 1994年4月16日  | 1994年4月16日  | 國際切爾克西亞協會                                                           |
| 阿布哈茲                 | 1991年8月6日   | 2020           | 阿布哈茲共和國外交部                                                         |
| 澳大利亚原住民           | 1991年2月11日  | 2012年7月7日   | 保衛黑人權利民族委員會                                                       |
| 甸尼人                   | 2004年12月19日 | 2009年10月9日  | 水牛河丘國                                                                   |
| 緬甸                     | 2008年5月15日  | 2010年2月13日  | 緬甸聯邦國民議會                                                             |
| 布里亞特                 | 1996年2月3日   | 2010年2月13日  | 全布里亞特發展文化協會                                                       |
| 阿爾巴尼亞的希臘少數民族 | 1991年2月11日  | 2012年7月7日   | 阿爾巴尼亞的希臘少數民族民主聯盟                                             |
| 卡賓達                   | 1997年4月17日  | 2011年9月18日  |                                                                              |
| 伊奇克里亞車臣共和國     | 1991年8月6日   | 2010年9月10日  |                                                                              |
| 英克里                   | 1993年1月17日  | 2009年10月9日  |                                                                              |
| 卡拉維伊·夏威夷          | 1993年8月3日   | 2012年7月7日   | 卡·拉維伊·夏威夷                                                             |
| 克伦尼邦                 | 1993年1月19日  | 2012年7月7日   | 克倫尼民族進步黨                                                             |
| 卡利斯坦                 | 1993年1月24日  | 1993年8月4日   | （自1995年1月22日起永久暫停）                                                |
| 科密                     | 1993年1月17日  | 2009年10月9日  |                                                                              |
| 馬賽人                   | 2004年12月19日 | 2012年7月7日   | 馬賽婦女教育及經濟發展                                                       |
| 馬里人                   | 1991年8月6日   | 2009年10月9日  |                                                                              |
| 孟族                     | 1996年2月3日   | 2012年7月7日   | 孟族團結聯盟                                                                 |
| 阿尔托巴尔萨斯的納瓦人   | 2004年12月19日 | 2008年9月20日  |                                                                              |
| 斯堪尼亞                 | 1993年1月19日  | 2011年9月18日  |                                                                              |
| 撣邦                     | 1997年4月17日  | 2010年2月6日   |                                                                              |
| 欽西安人                 | 2007年2月2日   | 2011年9月18日  |                                                                              |
| 圖瓦共和國               | 1996年2月3日   | 2010年2月13日  |                                                                              |
| 欽邦                     | 2001年7月15日  | 2016年11月26日 | 欽邦國民陣線                                                                 |
| 柏柏人                   | 2014年11月28日 | 2016年11月26日 | World Amazigh Congress                                                       |

## 外部連結
- UNPO官方網址 （页面存档备份，存于）
- 第四世界:沒有國籍的國家, Nadesan Satyendra
- 其它相關链接 （页面存档备份，存于）